# Gradina (miasto Cazin)
Gradina – wieś w Bośni i Hercegowinie, w Federacji Bośni i Hercegowiny, w kantonie uńsko-sańskim, w mieście Cazin. W 2013 roku liczyła 399 mieszkańców, z czego większość stanowili Boszniacy.